# Сакович, Богдан
Богда́н Андре́евич Сако́вич (ум. 1491) — государственный деятель Великого княжества Литовского.
Представитель рода Саковичей герба «Помян», старший сын воеводы трокского Андрея Саковича. Младшие братья — Юрий и Николай.
Впервые упоминается в 1454 году, когда во время битвы под Хойницами попал в плен к тевтонским крестоносцам.
В 1473 году наместник полоцкий Богдан Сакович участвовал в установлении границ с Ливонским орденом.
Наместник браславский в 1463—1474 годах, маршалок господарский в 1463—1477 годах, наместник полоцкий в 1477—1484 годах, маршалок земский с 1480 года и одновременно воевода трокский с 1484 года.
Состоял на дипломатической службе. В 1473 году Богдан был послом к крымскому хану Менгли Гирею, а также послом в Москву в 1474 и 1482 годах.
В 1485 году Б. Сакович руководил отправкой литовских отрядов на помощь Польше во время войны с Турцией. В 1487 году в составе литовской делегации участвовал в переговорах с Тевтонским орденом.
Владелец имений Неменчине, Долгиново и Мядель.
Дочь — Елизавета (Эльжбета) Сакович — во втором браке была женой воеводы трокского и виленского, канцлера великого литовского Николая Радзивилла (ок. 1470—1521).